# Ser łowicki
Ser łowicki – rodzaj polskiego sera, który jest produkowany z krowiego mleka. Ser ten zaliczany jest do serów podpuszczkowych, dojrzewających oraz miękkich. Ser łowicki ma łagodny oraz lekko kwaskowaty smak.